# Джон Войт
Джон Войт (на английски: Jon Voight, пълно име Jonathan Vincent Voight, Джонатан Винсънт Войт) е американски актьор, носител на Оскар. Той става известен в края на 60-те години на XX век с участието си във филма „Среднощен каубой“, за което е номиниран за Оскар.

## Биография
Джонатан Винсънт Войт е роден на 29 декември 1938 г. в Йонкърс, Ню Йорк. Родители са му Барбара (родена Камп) и Елмър Войт (роден Войтка), професионален играч на голф. Той има двама братя, Бари Войт вулканолог в Пенсилванския държавен университет, и Джеймс Уесли Войт, известен като Чип Тейлър, певец и текстописец, написал „Wild Thing“ и „Angel of the Morning“. Дядото на Войт по бащина линия и родителите на баба му по бащина линия са били словашки имигранти, докато дядо му по майчина линия и родителите на баба му по майчина линия са били немски имигранти. Политическият активист Джоузеф П. Камп е негов чичо от към майка му.
Войт е отгледан като католик и посещава гимназията Archbishop Stepinac в Уайт Плейнс, Ню Йорк, където за първи път проявява интерес към актьорството, играейки комедийната роля на граф Пепи Ле Лу в годишния мюзикъл на училището „Песента на Норвегия“. След дипломирането си през 1956 г. той се записва в Католическия университет на Америка във Вашингтон, където завършва изкуство с бакалавърска степен през 1960 г. След дипломирането си Войт се премества в Ню Йорк, където преследва актьорска кариера. Завършва Neighborhood Playhouse School of the Theatre, където учи при Санфорд Мейснер.

### Кариера

#### 1960-те
В началото на 1960-те години Войт намира работа в телевизията, появява се в няколко епизода на Gunsmoke, между 1963 и 1968 г., както и като гост в Naked City и The Defenders, и двете през 1963 г., и Twelve O'Clock High, през 1966 г. и Cimarron Газа през 1968 г.
Театралната кариера на Войт тръгва през януари 1965 г., когато играе Родолфо в „Изглед от моста“ на Артър Милър в реновация извън Бродуей.
Дебютът на Войт в киното идва едва през 1967 г., когато участва във филма на Филип Кауфман „Безстрашният Франк“ (Fearless Frank). Играе малка роля и в уестърна „Hour of the Gun“ (1967), режисиран от Джон Стърджис. През 1968 г. има роля в „Out of It“ на режисьора Пол Уилямс.
През 1969 г. Войт е избран за новаторския „Среднощен каубой“, филма, който прави пробив в кариерата му. В него играе Джо Бък, наивен измамник от Тексас, който се носи из Ню Йорк под опеката на Ратсо Рицо (Дъстин Хофман), туберкулозен дребен крадец и измамник. Филмът изследва края на 1960-те години в Ню Йорк и развитието на едно малко вероятно, но трогателно приятелство между двамата главни герои. Режисиран от Джон Шлезинджър и базиран на романа на Джеймс Лио Хърлихи, филмът поразява критиците и публиката. Поради противоречивите си теми, филмът е пуснат с рейтинг X и влиза в историята като единствения филм с рейтинг X, спечелил Оскар за най-добър филм. И Джон Войт, и колегата му Дъстин Хофман са номинирани за Оскар за най-добра мъжка роля, но губят от Джон Уейн за ролята му в „Непреклонните“.

#### 1970-те
През 1970 г. Войт се появява в адаптацията на Майк Никълс на „Параграф 22“ и отново си партнира с режисьора Пол Уилямс, за да участва в „Революционерът“, където играе студент с леви разбирания, борещ се със съвестта си.
Следващата му роля е в Deliverance (1972), режисиран от Джон Бурман по сценарий на Джеймс Дики, който адаптира собствения си роман със същото име. Филмът разказва историята на едно пътуване с кану в дива, затънтена Америка. Както филмът, така и изпълнението на Войт и колегата му Бърт Рейнолдс получават голямо признание от критиците и популярност сред публиката.
Войт се изявява и на сцената на Studio Arena Theatre в Бъфало, Ню Йорк, в пиесата на Тенеси Уилямс „Трамвай „Желание““ от 1973 до 1974 г. в ролята на Стенли Ковалски.

### Личен живот
През 1962 г. Войт се жени за актрисата Лаури Питърс, с която се запознава, когато двамата се появяват в оригиналната продукция на Бродуей „Звукът на музиката“. Развеждат се през 1967 г. Той се жени за втори път за актрисата Марчелин Бертран през 1971 г. Двамата се разделят през 1976 г., подават молба за развод през 1978 г. и тя е финализирана през 1980 г. Техните деца Джеймс Хейвън (роден на 11 май 1973 г.) и Анджелина Джоли (родена на 4 юни, 1975), навлизат във филмовия бизнес като актьори и продуценти. Чрез Джоли той има шест внука.
След втория си развод Войт повече не се жени. През годините излиза с Линда Моранд, Стейси Пикрен, Ребека де Морни, Айлийн Дейвидсън, Барбра Страйсънд, Настася Кински и Даяна Рос.

## Избрана филмография
| Година | Филм                                     | Оригинално заглавие                     | Роля                               | Режисьор                    |
| ------ | ---------------------------------------- | --------------------------------------- | ---------------------------------- | --------------------------- |
| 1969   | Среднощен каубой                         | Midnight Cowboy                         | Джо Бък                            | Джон Шлезинджър             |
| 1970   | Параграф 22                              | Catch-22                                | 1-й лейтенант Мейло Мейндербайндер | Майк Никълс                 |
| 1972   | Избавление                               | Deliverance                             | Ед Джентри                         | Джон Бурман                 |
| 1978   | Завръщане у дома                         | Coming Home                             | Люк Мартин                         | Хал Ашби                    |
| 1979   | Шампионът                                | The Champ                               | Били Флин (Шампионът)              | Франко Дзефирели            |
| 1985   | Влакът беглец                            | Runaway Train                           | Мани                               | Андрей Кончаловски          |
| 1995   | Жега                                     | Heat                                    | Нейт                               | Майкъл Ман                  |
| 1996   | Мисията невъзможна                       | Mission: Impossible                     | Джим Фелпс                         | Брайън Де Палма             |
| 1997   | Обратен завой                            | U Turn                                  | Слепия индианец                    | Оливър Стоун                |
| 1997   | Ударът                                   | The Rainmaker                           | Лео Дръмънд                        | Франсис Форд Копола         |
| 1997   | Анаконда                                 | Anaconda                                | Пол Сероне                         | Луис Льоса                  |
| 1998   | Обществен враг                           | Enemy of the State                      | Томас Брайън Рейнолдс              | Тони Скот                   |
| 2001   | Пърл Харбър                              | Pearl Harbor                            | Президент Франклин Д. Рузвелт      | Майкъл Бей                  |
| 2001   | Лара Крофт: Томб Рейдър                  | Lara Croft: Tomb Raider                 | Лорд Ричард Крофт                  | Саймън Уест                 |
| 2001   | Зулендър                                 | Zoolander                               | Лари Зулендър                      | Бен Стилър                  |
| 2001   | Али                                      | Ali                                     | Хауърд Козел – журналист           | Майкъл Ман                  |
| 2003   | Семейно проклятие                        | Holes                                   | Марион „Г-н Сър“ Севильо           | Андрю Дейвис                |
| 2004   | Манджурският кандидат                    | The Manchurian Candidate                | Сенатор Томас Джордан              | Джонатан Деми               |
| 2004   | Съкровището                              | National Treasure                       | Патрик Хенри Гейтс                 | Джон Търтълтауб             |
| 2006   | Пътят към славата                        | Glory Road                              | Адолф Руп                          | Джеймс Гартнър              |
| 2007   | Трансформърс                             | Transformers                            | Джон Келър                         | Майкъл Бей                  |
| 2007   | Съкровището: Книгата на тайните          | National Treasure: Book of Secrets      | Патрик Хенри Гейтс                 | Джон Търтълтауб             |
| 2008   | Гордост и слава                          | Pride and Glory                         | Франсис Тиърни старши              | Гавин О'Конър               |
| 2008   | Четири Коледи                            | Four Christmases                        | Крейтън Кинкалд                    | Сет Гордън                  |
| 2013   | Бягство                                  | Getaway                                 | Почитателят                        | Кортни Соломон / Йорън Леви |
| 2016   | Фантастични животни и къде да ги намерим | Fantastic Beasts and Where to Find Them | Хенри Шоу                          | Дейвид Йейтс                |
| 2017   | По-различна, също като мен               | Same Kind of Different as Me            | Ърл Хол                            | Майкъл Карни                |